# Tocqueville (Manche)
Tocqueville ist eine französische Gemeinde mit 257 Einwohnern (Stand: 1. Januar 2022) im Département Manche in der Region Normandie. Sie gehört zum Arrondissement Cherbourg und zum Kanton Val-de-Saire.

## Lage
Die Gemeinde in der Landschaft Val de Saire auf der Halbinsel Cotentin. Nachbargemeinden sind Vicq-sur-Mer im Nordwesten, Gatteville-le-Phare im Nordosten, Sainte-Geneviève im Südosten, Valcanville im Süden, Clitourps im Südwesten und Varouville im Westen.

## Bevölkerungsentwicklung
| Jahr      | 1962 | 1968 | 1975 | 1982 | 1990 | 1999 | 2008 | 2015 |
| --------- | ---- | ---- | ---- | ---- | ---- | ---- | ---- | ---- |
| Einwohner | 309  | 310  | 299  | 291  | 300  | 280  | 269  | 282  |

## Sehenswürdigkeiten
- Das Schloss von Tocqueville, ein Monument historique
- Die gotische Kirche Saint-Laurent

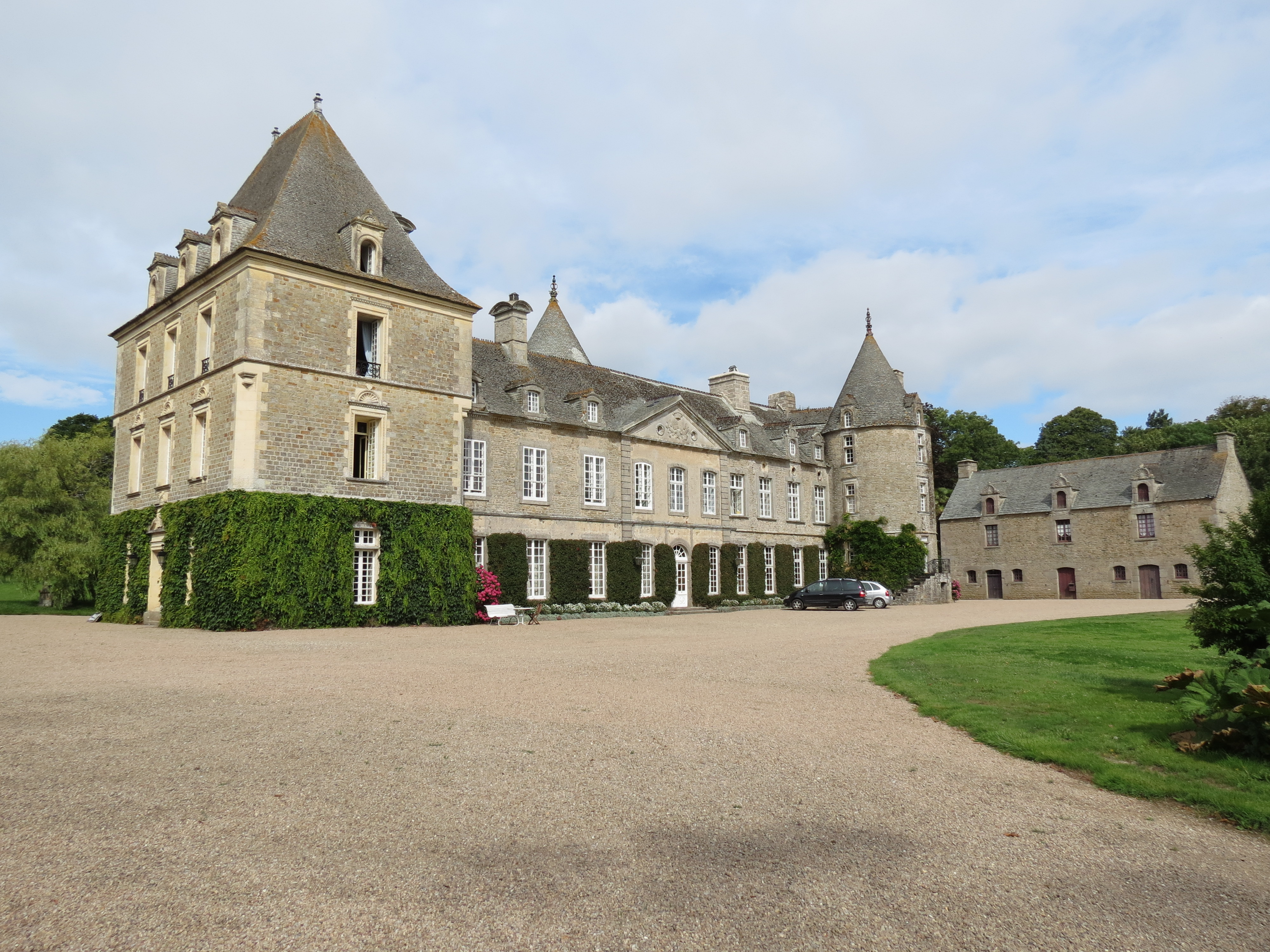
Das Schloss von Tocqueville
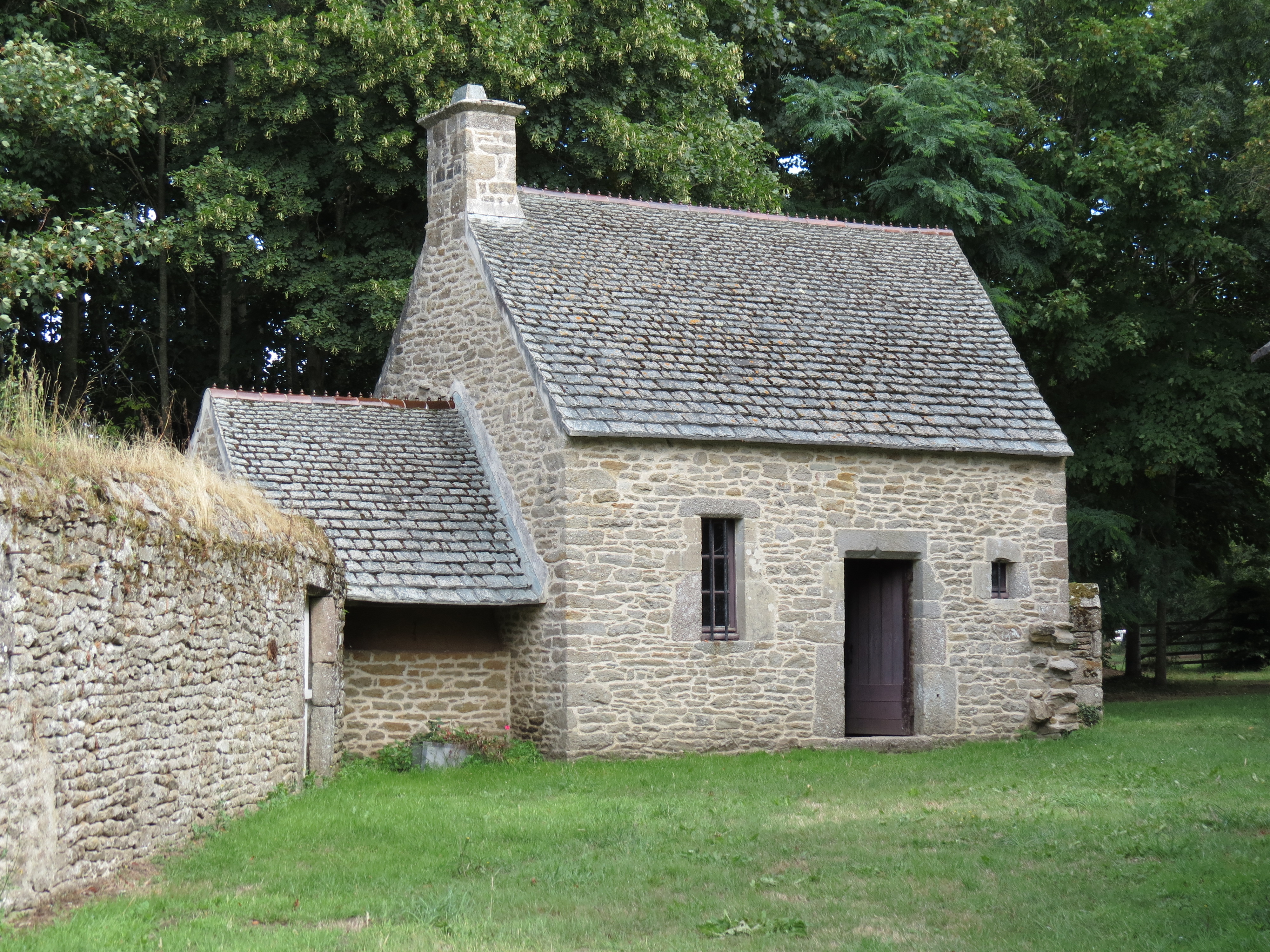
Die Backstube des Schlosses
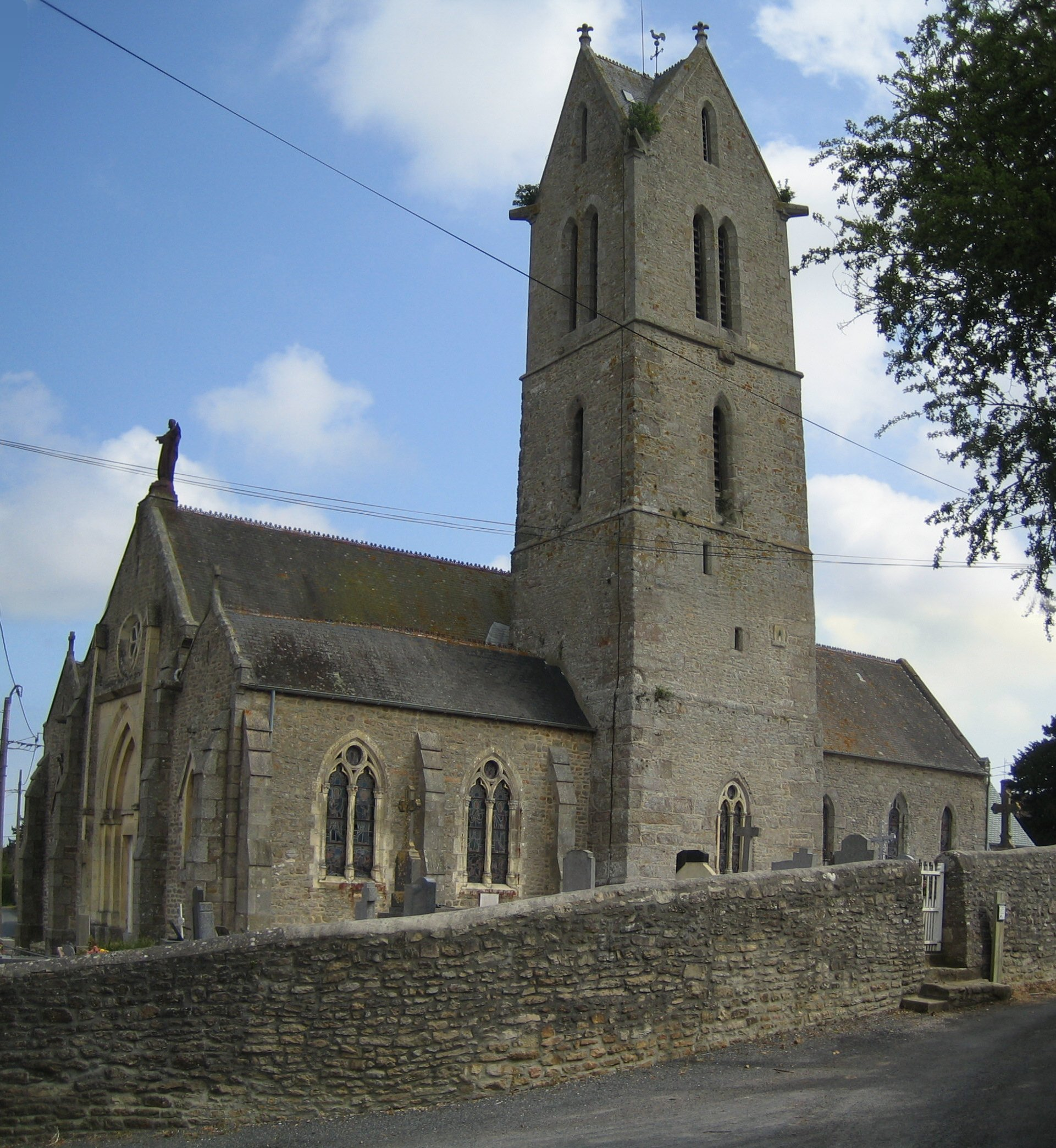
Die Kirche Saint-Laurent
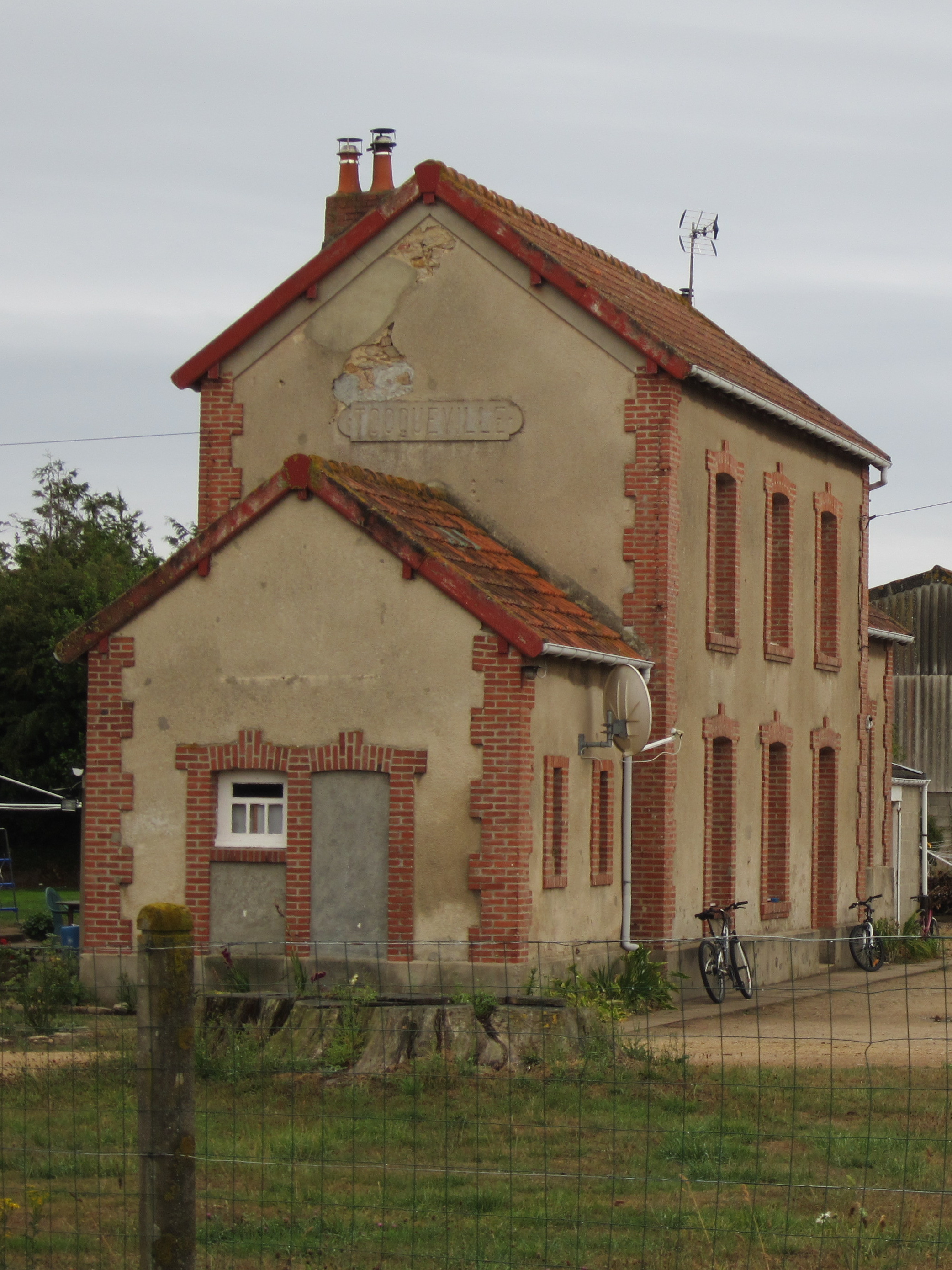
Das einstige Aufnahmegebäude des heute nicht mehr bestehenden Bahnhofs Tocqueville-Gouberville